# La Vierge (Insel)
La Vierge (französisch für Die Jungfrau) ist eine bis zu 13 m hohe Felseninsel im Géologie-Archipel vor der Küste des ostantarktischen Adélielands. Sie liegt östlich der Gouverneur-Insel in der Baie Pierre Lejay.
Französische Wissenschaftler benannten sie 1977 nach dem Tierkreiszeichen Jungfrau.